# Tillandsia elvirae-grossiae
Tillandsia elvirae-grossiae là một loài thực vật có hoa trong họ Bromeliaceae. Loài này được Rauh miêu tả khoa học đầu tiên năm 1988.